# Erebia tusca
Erebia tusca är en fjärilsart som beskrevs av Ruggero Verity 1913. Erebia tusca ingår i släktet Erebia och familjen praktfjärilar. Inga underarter finns listade i Catalogue of Life.